# نائومکینو
نائومکینو (به لاتین: Naumkino) یک منطقهٔ مسکونی در روسیه است که در باشقیرستان واقع شده‌است.